# 문걸과 데블 다이노소어
《문걸과 데블 다이노소어》(영어: Moon Girl And Devil Dinosaur)는 동명의 원작 만화 《문 걸》과 《데블 다이노서》를 기반으로 제작된 미국 애니메이션 TV 시리즈이다.

## 출연진
한국어판
- 문걸 : 사문영
- 케이시 : 정유정
- 에이드리아 : 박신희
- 할머니/애프터쇼크 : 이소영
- 할아버지/아메드 : 황창영
- 허백 코치/아난드 : 이인석
- 에두아르도/제임스 : 석승훈
- 기타 배역 :

## 우리말 연출
- 스튜디오 : 비스포크랩
- 번역 : 배소연
- PD : 박선영
- 음악감독 : 이소영
- 믹싱 : 김예은
- 녹음 : 하민철
- 편집 : 김수완
- 프로젝트 매니저 : 조윤진
- 프로듀서 : 박슬기
- 크리에이티브 수퍼바이저 : 정윤서
- 한국어 제작 : Disney Character Voices International,Inc.
- 기획 : 월트디즈니컴퍼니코리아 유한책임회사